# La reina soy yo
La reina soy yo es una telenovela mexicana producida por Sony Pictures Television para Televisa. Es una adaptación de la telenovela colombiana La reina del flow emitida por Caracol Televisión. La producción inició grabaciones el 1 de octubre de 2018.
En Estados Unidos se estrenó por Univision el 13 de mayo de 2019 y finalizó el 30 de agosto del mismo año con 78 episodios editados. En México se preestrenó a través del sitio web y app de Las Estrellas, Facebook Watch y YouTube el 23 de agosto de 2019, y se estrenó en Las Estrellas el 26 de agosto de 2019 en sustitución de Los elegidos, y finalizó el 17 de diciembre del mismo año siendo reemplazada por la segunda temporada de Esta historia me suena, siendo emitidos sus 82 episodios originales.
Está protagonizada por Michelle Renaud junto a  Lambda García, Mane de la Parra y Polo Morín, junto con Briggitte Beltrán y Pakey Vázquez en los roles antagónicos; acompañados con las actuaciones estelares de Arleth Terán, Gloria Stálina y Renata Manterola.

## Trama
Yamelí (Renata Vaca), es una joven mexicana de aproximadamente 17 años, que estudia y ayuda a sus padres en el negocio que tienen. Ella tiene un don para las rimas y ritmos musicales, pero es un secreto que ha guardado durante varios años. Está enamorada de su compañero de clases y vecino Charly (Polo Morín), a quien le ha escrito muchas canciones y que mantiene en secreto en su libreta, la cual protege y cuida como si fuera su propio hijo. Pero desafortunadamente una tragedia sucede y sus padres son asesinados, mientras que ella confía en quien no debía, su libreta en donde están todas sus canciones caen en las manos de la persona que le destruye su felicidad y le arrebata su libertad, condenándole a más de 17 años a prisión. 
17 años más tarde, Yamelí (Michelle Renaud) sale de prisión tras llegar a un acuerdo con las autoridades, para así comenzar con su venganza en contra del hombre que tanto amó y confió y que ahora odia con toda su alma. Yamelí dejará de ser quien es para convertirse en una nueva mujer y con otro nombre, Lari Andrade, una mujer de 34 años que se dedica a la producción musical y de buscar nuevos talentos en la industria. Ahora con el apoyo de nuevas personas y toda su fama, buscará la manera de seguir con su plan de venganza, aunque a veces todo de un giro inesperado.
Por otra parte Charly, es un joven que tiene muchas seguidoras y que vuelve locas a las mujeres con sus canciones, se siente el rey del flow, aunque la realidad es otra. Ya que es un mentiroso, falso y cobarde. Él es quien enamora a Yamelí para así poder obtener fama a través de sus canciones sin importarle absolutamente nada, le arrebató sus sueños de ser cantante y la condenó a vivir una vida miserable en prisión. Años más tarde, ahora convertido en Charly Flow (Lambda García) es uno de los cantantes más famosos a nivel nacional en todo México, y ha formado una familia con su amor de juventud con quien tiene una hija (Renata Manterola). Ahora con su nueva vida ya no es el mismo joven de años atrás, pues ahora es muy mezquino, egocéntrico y una peor persona.
Pero a pesar de todo, no todo es desgracia para la vida de Yamelí, pues cuenta con el apoyo de su amigo incondicional Juan José, es un joven de 17 años que cuida a sus hermanos pequeños desde que su madre los abandonó para irse a vivir una mejor vida. Él guarda un gran secreto, y es que está enamorado de Yamelí, lo que hace que entre en conflicto con su amigo desde la infancia Charly, pues no solo eso hace que se separen, sino también su arrogancia y su ambición. Años más tarde, Juanjo (Mane de la Parra) cumple su sueño de ser productor musical junto con la ayuda de su amigo con quien crea una compañía. Su vida desde que Yamelí no está cambió completamente y ahora está comprometido con Wendy, la mejor amiga de Yamelí en la juventud. Aunque su relación con ella sea estable, pronto se dará cuenta de que no será así.

## Reparto

### Principales
- Michelle Renaud como Yamelí Montoya / Lari Andrade
  - Renata Vaca como Yamelí Montoya (joven)
- Lambda García como Carlos Cruz "Charlie Flow"
- Mane de la Parra como Juan José "Juanjo" Montés[13]
  - David Caro Levy como Juan José "Juanjo" Montés (joven)
- Polo Morín como Erick Cruz Montoya "El Pezkoi" / Carlos Cruz "Charlie Flow" (joven)[13]
- Arleth Terán como Lidia Martínez de Cruz
- Gloria Stálina como Diana Granados de Cruz
- Pakey Vázquez como Ramón Cruz "El Monchis"
- Rodrigo Magaña como Toño
- Adria Morales como Wendolyn "Wendy" Ríos
- Yany Prado como Irma "El Huracán"
- Renata Manterola como Vanesa Cruz Granados
- Pierre Louis como Axel
- Andrés de la Mora como Sergio Pérez
- Sergio Gutiérrez como Chris Vega
- Briggitte Beltrán como Zaria Mondragón
- Harding Jr. como Ben Rizzo
- María Gonllegos como Carolina Pizarro
- Arturo Peniche como Don Edgar
- Brandon Peniche como Alberto Cantú[14]
- Marcelo Córdoba como Jack del Castillo
- Axel Alcántara como Ruko

### Recurrentes
- Giuseppe Gamba como El Búho
- Gavo Figueira como Benny Cardozo
- Amairani como Marlene Cosme
- Ilza Ponko como Rosalía
- José María Galeano

### Estrellas invitadas especiales
- Gente de Zona como ellos mismos.[8]
- Kapla y Miky como ellos mismos.[15]
- Carlos Vives como el mismo.[8][16]

## Episodios
| N.º | Título                                                           | Fecha de emisión original | Audiencia (millones) |
| --- | ---------------------------------------------------------------- | ------------------------- | -------------------- |
| 1 | «Lari Andrade»                                                   | 26 de agosto de 2019      | 2.3                  |
| Yamelí está a punto de terminar su condena en una cárcel en Miami, lo mientras se está preparando para vengarse de Charly por traicionarla. El Monchis ordena asesinar a Yamelí en la cárcel, y la DEA le da una nueva identidad como Lari Andrade para que pueda trabajar con Charly sin saber su verdadera identidad.                                                                          |                                                                  |                           |                      |
| 2 | «Los Soul & Bass»                                                | 27 de agosto de 2019      | 2.3                  |
| 17 años antes, después del asesinato a sangre fría de sus padres, Yamelí intenta cumplir su sueño con el apoyo de Juanjo y Charly, pero con la presencia de Monchis en el barrio, amenaza con cambiar sus vidas. Yamelí, Charly y Juanjo crean los "Soul & Bass" y organizan su primer concierto para recaudar dinero.                                                                           |                                                                  |                           |                      |
| 3 | «La trampa»                                                      | 28 de agosto de 2019      | 2.0                  |
| Los Soul & Bass se les presenta la oportunidad de conocer a un productor musical en Miami. Charly le hace creer a Yamelí que está enamorado de ella y pasa la noche con ella con el fin de convencerla de viajar a Miami y aprovecha la oportunidad para robar el cuaderno con las letras de sus canciones.                                                                                      |                                                                  |                           |                      |
| 4 | «23 años de prisión»                                             | 29 de agosto de 2019      | 2.1                  |
| Yamelí se ve obligada por la gente del Monchis para declararse culpable a cambio de salvar la vida de su abuela y además descubre que está embarazada. Charly presenta la demo de la canción de Yamelí como propia y se autonombra “Charly Flow”, el productor le ofrece un contrato con su sello.                                                                                               |                                                                  |                           |                      |
| 5 | «17 años después»                                                | 30 de agosto de 2019      | 2.4                  |
| Monchis descubre que el bebé que Yamelí le dio a su abuela es el hijo de Charly, y este la mata para quedarse con la criatura. 17 años después, Charly regresa a México para abrir Luxor, su estudio de grabación y celebrar el cumpleaños de su hermano adoptivo, Erick. |                                                                  |                           |                      |
| 6 | «Reinventarse o morir»                                           | 2 de septiembre de 2019   | 2.3                  |
| El Monchis descubre que la DEA tiene intenciones de usar a Yamelí para poder atraparlo y le envía a alguien para que la mate. Yamelí comienza su entrenamiento con Jack para convertirse en Lari Andrade, la productora musical. Charly y Juanjo se reencuentran y viejos rencores salen a la luz.                                                                                               |                                                                  |                           |                      |
| 7 | «Nadar con tiburones»                                            | 3 de septiembre de 2019   | 2.4                  |
| Jack hace una fiesta privada para presentar oficialmente a Yamelí como Lari Andrade ante la sociedad. Erick decide participar en una batalla de improvisación musical. Yamelí regresa a la Ciudad de México y se encuentra de frente con Charly durante la inauguración de Luxor, su estudio de grabación.                                                                                       |                                                                  |                           |                      |
| 8 | «Cumplir tus sueños»                                             | 4 de septiembre de 2019   | 2.5                  |
| Yamelí despierta la curiosidad de Charly para poder trabajar juntos y está dispuesta a mostrarle con un concierto en donde ella es la mejor exploradora de talentos. El Monchis le deja en claro a Erick que le tiene prohibido ser cantante, pero este busca una forma de regresar en la siguiente batalla de improvisación musical.                                                            |                                                                  |                           |                      |
| 9 | «Gente de zona»                                                  | 5 de septiembre de 2019   | 2.5                  |
| Yamelí con ayuda de Juanjo, organiza el concierto de Gente de Zona junto con Charly Flow. Charly estrena una nueva canción sin saber que Yamelí fue quien la escribió. Yamelí y Erick se conocen, mientras ella recluta nuevos talentos en la batalla de improvisación. - Estrellas invitadas especiales: Gente de Zona como ellos mismos.                                                       |                                                                  |                           |                      |
| 10 | «Cumplir órdenes»                                                | 6 de septiembre de 2019   | 2.1                  |
| Yamelí sigue investigando más sobre la vida de Erick y le ordena a Juanjo que lo ayude a localizarlo para lanzarlo a la fama. Charly acepta que El Monchis use Luxor para lavar dinero. Juanjo le confiesa a Lari que Yamelí fue la mujer que amo en su vida. |                                                                  |                           |                      |
| 11 | «Negocios sucios»                                                | 9 de septiembre de 2019   | 2.3                  |
| Yamelí no intenta acercarse a Erick y convencerlo de grabar en Luxor. Juanjo se niega a trabajar con Charly y para presionarlo le roban todo su equipo. Erick está cansado del desprecio de su familia, más de parte de Charly, lo cual decide abandonar su casa. La DEA esta en la mira de Charly Flow.                                                                                         |                                                                  |                           |                      |
| 12 | «Mi verdadero origen»                                            | 10 de septiembre de 2019  | 2.2                  |
| Yamelí y Juanjo comienzan a trabajar juntos para lanzar a Chris Vega como el nuevo talento de Luxor. Erick comienza la búsqueda de sus verdaderos padres pero El Monchis le confiesa que su madre está muerta. Charly le pide disculpas a Erick por haberlo lastimarlo. |                                                                  |                           |                      |
| 13 | «Escándalo sexual»                                               | 11 de septiembre de 2019  | 2.2                  |
| Yamelí filtra un video íntimo de Charly con Zaria que causa problemas en la carrera del cantante, Diana tiene que salir y defender a Charly. Erick recibe una carta bajo anonimato pidiendo dinero a cambio de la información sobre sus padres. Zaria decide demandar a Charly porque Diana le manda amenazas.                                                                                   |                                                                  |                           |                      |
| 14 | «La salvadora»                                                   | 12 de septiembre de 2019  | 2.5                  |
| Charly hace creer a su audiencia que tiene un problema con el alcohol. Erick le pide a Yamelí que lo lance como cantante, Yamelí le propone a Juanjo abrir un estudio de grabación y lanzar a Erick como su primer talento. Erick recibe una llamada anónima diciéndole que cuando el era un bebé, fue robado.                                                                                   |                                                                  |                           |                      |
| 15 | «Impacto de bala»                                                | 13 de septiembre de 2019  | 2.2                  |
| Rizzo lleva a cabo un operativo para atrapar al Monchis, pero Charly es herido durante el operativo. Yamelí se acerca a Vanessa para apoyarla en sus problemas familiares. Erick descubre que el nombre de su madre era Yamelí. |                                                                  |                           |                      |
| 16 | «No pueden sospechar de mí»                                      | 16 de septiembre de 2019  | 2.0                  |
| Yamelí se gana la confianza de Diana ayudándola con el tema de la desaparición de Charly. Erick comienza a buscar sus orígenes e información acerca de Yamelí en el barrio. Charly descubre el micrófono dentro de su oficina, Yamelí tiene que evitar las sospechas de que fue ella quien lo coloco ahí.                                                                                        |                                                                  |                           |                      |
| 17 | «El disco duro»                                                  | 17 de septiembre de 2019  | 2.2                  |
| Yamelí junto con Rizzo intentan eliminar los videos en su contra de las cámaras de seguridad de Luxor, pero la situación empieza a empeorar cuando Axel hace un backup. Vanessa le ofrece a Erick el dinero que necesita para descubrir la verdad sobre sus padres. Wendy tiene la creencia que Juanjo ya no se quiere casar con ella.                                                           |                                                                  |                           |                      |
| 18 | «Aquí huele a rata»                                              | 18 de septiembre de 2019  | 2.4                  |
| Charly descubre que los videos de seguridad fueron eliminados y acusa a Axel de haberlos robado. Toño asesina a Carrancho antes de darle información a Erick sobre sus padres. Monchis impone su voluntad y abusa de Ligia cuando esta le pide el divorcio. |                                                                  |                           |                      |
| 19 | «La stalker»                                                     | 19 de septiembre de 2019  | 2.3                  |
| Diana, impulsada por la humillación de Charly, acepta la propuesta de Alberto de continuar con su carrera de modelo. Vanessa tiene un accidente automovilístico por conducir drogada. Para evitar ser descubierta, Yamelí seduce a Charly haciéndole creer que es una vieja admiradora. |                                                                  |                           |                      |
| 20 | «La culpa»                                                       | 20 de septiembre de 2019  | 2.4                  |
| Jack le pide a Yamelí que detenga su venganza antes de que pierda el control de sus sentimientos por Charly. Yamelí no pierde oportunidad con el accidente de Vanessa para poner a los padres de Silvana en contra de Charly. |                                                                  |                           |                      |
| 21 | «Me recuerda a Yamelí»                                           | 23 de septiembre de 2019  | 2.2                  |
| El Monchis agarra a golpes a Erick. El padre de Silvana culpa a Vanessa por el accidente de su hija en frente de los medios de comunicación. Juanjo empieza a sospechar que Lari no es la que aparenta ser. Yamelí evita que Vanessa se suicide en frente de Charly y Diana. |                                                                  |                           |                      |
| 22 | «Me estás chantajeando»                                          | 24 de septiembre de 2019  | 2.6                  |
| Juanjo empieza a investigar la verdadera identidad de Lari Andrade. Rizzo le pide a Yamelí que manipule a Erick para que se reconcilie con El Monchis. Yamelí le da a Erick un teléfono celular intervenido por la DEA. |                                                                  |                           |                      |
| 23 | «No soy Lari Andrade, soy Yamelí»                                | 25 de septiembre de 2019  | 2.5                  |
| Lari le confiesa a Juanjo su verdadera identidad, que ella es Yamelí e hizo un trato con la DEA. Erick y Lidia abandonan su casa sin saber que la DEA y El Monchis los siguen. Charly le pide a Axel que espíe a Yamelí. |                                                                  |                           |                      |
| 24 | «¿Por qué nunca contestaste mis cartas?»                         | 26 de septiembre de 2019  | 2.3                  |
| Yamelí le cuenta a Juanjo las razones por las que busca vengarse de Charly. Charly, Diana y Vanessa empiezan a ir a terapia familiar. Érik graba su primer videoclip, pero Juanjo no está de acuerdo con las decisiones de Yamelí sobre la carrera de Erick. |                                                                  |                           |                      |
| 25 | «Te tengo una exclusiva»                                         | 27 de septiembre de 2019  | 2.3                  |
| Juanjo acepta ayudar a Yamelí en su misión de destruir a Charly, pero solo con una condición. Yamelí se pone en contacto con Zaria para ofrecerle una alianza. Charly se enfrenta a Alberto al ver que Vanessa está semidesnuda. |                                                                  |                           |                      |
| 26 | «Pez Koi Vs. Chris Vega»                                         | 30 de septiembre de 2019  | 2.1                  |
| Yamelí y Zaria planean usar el conflicto entre Charly y Alberto para afectarlo. Juanjo le pide a El Buhó que lo ayude a promocionar la canción de Erick en la radio. Charly quiere lanzar a Chris Vega a la fama. Yamelí le sugiere a Charly se ponga en contacto con El Monchis para silenciar a Alberto.                                                                                       |                                                                  |                           |                      |
| 27 | «Tú no sabes nada de música»                                     | 1 de octubre de 2019      | 2.1                  |
| Charly estalla de furia al ver que la canción de Pez Koi tiene más éxito que la de Chris Vega. Charly se enfrenta a Juanjo sabiendo que él es el productor musical de Erick. Alberto rechaza a Diana para evitar más problemas con Charly. |                                                                  |                           |                      |
| 28 | «A los soplones se los lleva el payaso»                          | 2 de octubre de 2019      | 2.0                  |
| Vanessa odia a Diana al no comprender las razones por las que ha decidido separarse de Charly. Juanjo organiza una fiesta en su bar para celebrar el éxito de Erick. La DEA detiene a uno de los hombres del Monchis. Zaria transmite una entrevista con Alberto para desenmascarar a Charly. |                                                                  |                           |                      |
| 29 | «Quiero aclarar a todos quién soy»                               | 3 de octubre de 2019      | 2.0                  |
| Erick ofrece una conferencia de prensa revelando que él es Pez Koi y la relación familiar que tiene con Charly Flow. El Chente le da a la DEA la ubicación del Monchis. Charly le pide a Axel que saque todo el dinero ahorrado del banco y Yamelí le dice a Diana que lo haga antes que él. |                                                                  |                           |                      |
| 30 | «Me traías loco»                                                 | 4 de octubre de 2019      | 2.3                  |
| Diana y Charly están dispuestos a luchar por los bienes que les corresponden a cada uno. Juanjo le dice a Yamelí que estaba enamorado de ella. Charly empieza a odiar a Erick y decide no apoyarlo con su carrera musical. El Monchis moviliza a su gente para descubrir en dónde vive Erick. |                                                                  |                           |                      |
| 31 | «Ya no me sirves para nada»                                      | 7 de octubre de 2019      | 2.4                  |
| Monchis lleva secuestra a Charly y Yamelí llevándolos a su rancho a su rancho y les exige el dinero que pidió. La policía arresta a Vanessa y Ruco por posesión de drogas. Un empleado de El Monchis descubre la ubicación de la casa de Erick. |                                                                  |                           |                      |
| 32 | «No la vamos a quebrar»                                          | 8 de octubre de 2019      | 2.2                  |
| Yamelí acepta pasar la noche con Charly para obtener información sobre Monchis. Debido a la desconfianza de Wendy, Juanjo tiene que confesarle que Lari es un agente infiltrada de la DEA. El Monchis descubre que Rizzo y Lari son agentes de la DEA. |                                                                  |                           |                      |
| 33 | «Esta noche quiero estar contigo»                                | 9 de octubre de 2019      | 2.2                  |
| Yamelí y Charly se entregan a la pasión y logra obtener la ubicación del rancho de Monchis. Monchis secuestra a Lidia, pero ella hace que El Monchis vea todos sus defectos como esposo y le confiesa la verdad sobre la muerte de Adalberto. |                                                                  |                           |                      |
| 34 | «Monchis manda matar a Charly Flow»                              | 10 de octubre de 2019     | 2.1                  |
| El Monchis ordena asesinar a Yamelí y Charly, creyendo que este lo ha traicionado. Ruco llega a la misma clínica de rehabilitación que Vanessa. Yamelí le da la ubicación de El Monchis a Rizzo y comienza a movilizar a la DEA. |                                                                  |                           |                      |
| 35 | «No se te olvide que Yamelí te hizo caer»                        | 11 de octubre de 2019     | 1.8                  |
| Yamelí logra sobrevivir al ataque de Toño. Erick participa en un concurso de radio y conoce a Irma, el huracán. El Monchis es acorralado por la DEA y Rizzo le dispara mientras intenta salvar a Lidia. Yamelí le confiesa a El Monchis quién es ella realmente. |                                                                  |                           |                      |
| 36 | «Yamelí Montoya, ¡eres libre!»                                   | 14 de octubre de 2019     | 2.4                  |
| Tras la muerte del Monchis, Rizzo le informa a Yamelí que ha sido liberada de la prisión. Lidia le confiesa a Charly que El Monchis asesinó a su padre. Lidia y Erick asisten al funeral del Monchis. Justo antes de casarse, Juanjo le dice a Wendy que Yamelí está vivo. |                                                                  |                           |                      |
| 37 | «Diana planea destruir a Charly»                                 | 15 de octubre de 2019     | 2.1                  |
| Diana le pide a Charly una última oportunidad. Erick no puede ocultar lo que siente por Irma. Wendy se embriaga durante la boda y esta trata de revelar la verdad sobre Yamelí. Toño le pide a Charly que tome las riendas de los negocios de El Monchis. |                                                                  |                           |                      |
| 38 | «Donde más le duele»                                             | 16 de octubre de 2019     | 2.2                  |
| Yamelí y Zaria planean sabotear el concierto de Charly y promover la carrera en ascenso de Erick. Charly le ofrece a Erick un concierto juntos, pero Juanjo se opone y Yamelí aprovechará la situación para darle en el ego a Charly Flow. Charly contacta a Toño para pedirle dinero. |                                                                  |                           |                      |
| 39 | «Ahí está la diva»                                               | 17 de octubre de 2019     | 2.1                  |
| Diana y Yamelí convencen a Charly para modificar el concierto y hacerla en una presentación exclusiva en el bar de Juanjo. Ruco trata de convencer a Vanessa de que está dispuesto a cambiar por ella y le propone escaparse juntos del centro de rehabilitación. |                                                                  |                           |                      |
| 40 | «La otra mujer»                                                  | 18 de octubre de 2019     | 2.3                  |
| Vanessa quiere llegar a un acuerdo con Charly y Diana para permitirle vivir con Ruco. Charly se reúne con Toño para conocer a Don Édgar y cerrar uno de los negocios inconclusos de El Monchis. |                                                                  |                           |                      |
| 41 | «Plástico»                                                       | 21 de octubre de 2019     | 2.3                  |
| Vanessa recibe dinero de Erick para poderla ayudar, pero se pone molesto con ella al ver que vive con Ruco. Yamelí le da a Diana el contacto de un detective para que investigue a Charly. Juanjo y Yamelí preparan el concierto de Erick y Charly, pero las cosas se ponen complicadas cuando Juanjo llega a interrumpir a Charly en su presentación.                                           |                                                                  |                           |                      |
| 42 | «Operación lavadora»                                             | 22 de octubre de 2019     | 2.4                  |
| La conferencia de prensa del concierto entre Charly y Erick se convierte en una batalla de egos. Charly busca la manera de sabotear la presentación de Erick para terminar de cerrar el concierto. Charly hace las paces con Vanessa. Zaria y Yamelí le preparan una trampa a Charly. |                                                                  |                           |                      |
| 43 | «El gran concierto»                                              | 23 de octubre de 2019     | 2.4                  |
| La presentación de Erick se vuelve todo un éxito, pero el público comienza a abuchear a Charly. Juanjo y Yamelí convencen al público de que ataquen a Charly durante el show. Axel cree que Juanjo es responsable de los ataques a Charly durante el concierto. Charly se ve afectado por el rechazo del público.                                                                                |                                                                  |                           |                      |
| 44 | «Un poco brusco»                                                 | 24 de octubre de 2019     | 2.2                  |
| Yamelí y Juanjo logran que Erick cierre el concierto a pesar de que Charly intentara boicotear el show de su última canción. Charly culpa a Juanjo por haber querido dañar su presentación en el concierto y Yamelí quiere más pruebas para destruirlo. El investigador de Yamelí descubre a Charly en una cita con Carolina.                                                                    |                                                                  |                           |                      |
| 45 | «¿Yamelí tiene celos de Charly?»                                 | 25 de octubre de 2019     | 2.3                  |
| Yamelí se enfurece al ver las fotos de Charly con Carolina. Vanessa se decepciona con Ruco cuando descubre que él sigue vendiendo drogas. Wendy decide apoyar a Yamelí en su venganza contra Charly. Diana cree que podrá reconciliarse con Charly. |                                                                  |                           |                      |
| 46 | «Me vas a empezar a conocer»                                     | 28 de octubre de 2019     | 2.4                  |
| Yamelí le pide a Restrepo enviar las fotos de Charly y Carolina a Diana, lo que empezaría a complicar el acuerdo de divorcio. Así que al recibirlas, Diana no firma el acuerdo para poderse vengar definitivamente de él. Irma duda mucho en aceptar la propuesta de Juanjo de representarla artísticamente. Erick se le declara a Irma, y le pide que sea su novia.                             |                                                                  |                           |                      |
| 47 | «Caíste en tu juego»                                             | 29 de octubre de 2019     | 2.5                  |
| Juanjo le confiesa a Yamelí que está enamorado de ella y que fue un error casarse con Wendy, lo cual el está seguro de que Yamelí se enamoró de Charly nuevamente. Ruco intenta obligar a Vanessa a regresar con él, pero Sergio la defiende. Yamelí le dice a Charly que los números financieros de Luxor están alteradas.                                                                      |                                                                  |                           |                      |
| 48 | «Como un diamante»                                               | 30 de octubre de 2019     | 2.5                  |
| Irma ya decidida, firma contrato con Luxor. Charly se reúne con Don Toño y Edgar para recibir el dinero del negocio de Monchis y Restrepo empieza a seguirlo. Juanjo le dice a Yamelí que está enamorado de ella, pero Yamelí le hace ver a Juanjo que lo que siente no está bien. Diana no estará dispuesta a renunciar a su parte de las acciones de Luxor.                                    |                                                                  |                           |                      |
| 49 | «Mi mamá era el corazón»                                         | 31 de octubre de 2019     | 2.4                  |
| Erick descubre por medio de Juanjo que su verdadera madre es Yamelí. Diana confronta a Charly por usar Luxor para lavar dinero y él le encara las facturas firmadas por ella, y que puede usar en su contra. Juanjo le dice a Yamelí que Erick podría ser su hijo. Ruco apuñala a Serch. |                                                                  |                           |                      |
| 50 | «Prueba de ADN»                                                  | 1 de noviembre de 2019    | 2.2                  |
| Yamelí da por hecho que El Monchis se robó a su hijo, no puede creer que el todavía esté vivo y planea investigar más a fondo la vida de Erick sobre su madre, así que quiere hacerle una prueba de ADN para comprobar la verdad. Charly le ordena a Toño que investigue quién lo ha estado siguiendo. Diana graba la confesión de Charly sobre el lavado de dinero en Luxor.                    |                                                                  |                           |                      |
| 51 | «Tienen que pagar»                                               | 4 de noviembre de 2019    | 2.4                  |
| Yamelí y Juanjo piensan recuperar una pequeña muestra de la saliva de Erick para hacerle una prueba de ADN para verificar si es su hijo. Diana no acepta la división de bienes y logra que Charly le ceda el 70% de las acciones de Luxor. Erick le pregunta a Charly sobre Yamelí. Yamelí ayuda a Vanessa para refundir a Ruko en la cárcel.                                                    |                                                                  |                           |                      |
| 52 | «Conexión»                                                       | 5 de noviembre de 2019    | 2.6                  |
| Yamelí está más que segura de que Erick es su hijo, pues lo presiente en el corazón, por lo cual, Juanjo le ayuda con la prueba de ADN, causando que Wendy se sienta celosa. Restrepo le cuenta a Toño que Diana lo contrató para espiar a Charly. Yamelí le hace creer a Charly que recibió algunas fotos de infidelidad por parte de él. Charly al enterarse lo de Diana, quiere verla muerta. |                                                                  |                           |                      |
| 53 | «Charly intenta matar a Diana»                                   | 6 de noviembre de 2019    | 2.4                  |
| Charly quiere aclarar algunas cosas con Yamelí, pero ella se lo niega. El negocio entre Charly y Edgar empieza a fallar, causando que pierdan dinero. Charly se pone violento con Diana, a tal grado de estrangularla, cuando descubre que está saliendo con Javier y que tiene pruebas para hundirlo en la cárcel.                                                                              |                                                                  |                           |                      |
| 54 | «Peso por peso»                                                  | 7 de noviembre de 2019    | 2.6                  |
| Yamelí le tiende una trampa a Ruko denunciándolo a la policía. Charly le pide a Toño que le mande un susto a Diana. Cris le pide a Juanjo que le dé la oportunidad de poder trabajar con él. Charly paga una cantidad de dinero por la canción de Irma para sonarla en la radio. |                                                                  |                           |                      |
| 55 | «¿Por qué la mataste?»                                           | 8 de noviembre de 2019    | 2.4                  |
| Diana lamenta decir la verdad sobre Charly, y Yamelí le confiesa a Diana quién es en realidad para ayudarla a hacer justicia. Toño ataca a Diana y cuando ella lo descubre, le dispara en la cabeza. Charly descubre que Lari es una informante de la DEA y la culpa por el ataque a Diana. |                                                                  |                           |                      |
| 56 | «La confesión de Yamelí»                                         | 11 de noviembre de 2019   | 2.5                  |
| Yamelí le pide de favor a Zaria que la ayude a grabar un video donde confiesa la verdad para demostrar su inocencia. Charly intenta convencer a todos de que Lari fue quien asesinó a Diana, pero Erick duda de que ella sea culpable. |                                                                  |                           |                      |
| 57 | «¡Erick es mi hijo!»                                             | 12 de noviembre de 2019   | 2.6                  |
| Lari es señalada por la policía como la principal sospechosa del asesinato de Diana. Yamelí le confiesa a Erick lo que sucedió durante el ataque en Luxor y la ayuda a esconderse. Juanjo se roba junto con Yamelí los resultados del ADN y descubren la verdad. |                                                                  |                           |                      |
| 58 | «Quiero hacerle pagar»                                           | 13 de noviembre de 2019   | 2.8                  |
| Yamelí confirma que Erick es su hijo, pero prefiere confesarle la verdad. Zaria hace pública la confesión de Lari, pero Vanessa no cree en sus palabras. Juanjo es interrogado por la policía, y le da a Contreras la información que tiene sobre Toño. Charly buscará venganza. |                                                                  |                           |                      |
| 59 | «¡Yamelí besa a Juanjo!»                                         | 14 de noviembre de 2019   | 2.6                  |
| Vanessa decide esparcir las cenizas de su madre en el océano. Yamelí piensa entregarse a la justicia y acepta amar a Juanjo. En un momento de debilidad, Yamelí le roba un beso a Juanjo y le confiesa que lo ama, pero deja en claro que no pueden estar juntos. Contreras presiona a Charly para que sepa más sobre Toño y el proceso de divorcio.                                             |                                                                  |                           |                      |
| 60 | «Juanjo termina con Wendy»                                       | 15 de noviembre de 2019   | 2.3                  |
| Contreras comienza a dudar de las declaraciones de Charly al interrogar a los involucrados en el caso de la muerte Diana y confirmar que Toño estaba en Luxor. Tras besarse con Yamelí, Juanjo le dice a Wendy que lo mejor será terminar con su matrimonio definitivamente. |                                                                  |                           |                      |
| 61 | «Me cambiaste la vida»                                           | 18 de noviembre de 2019   | 2.5                  |
| Contreras no acepta la evidencia presentada por Juanjo. Erick descubre que el padre de Irma tiene un problema de alcoholismo. Sergio le confiesa a Vanessa que Yamelí se esconde en su casa y la hará pagar por la muerte de su madre. Yamelí se arrepiente de regresar. |                                                                  |                           |                      |
| 62 | «Soy inocente»                                                   | 19 de noviembre de 2019   | 2.5                  |
| Lari se entrega a la policía y le pide a Juanjo que la ayude a demostrar su inocencia. Wendy no puede superar su ruptura con Juanjo y descubre que está embarazada, pero Chris Vega intentará conquistarla a toda costa. Charly confronta a Erick por ocultar la ubicación de Yamelí, le prohíbe acercarse a él y a Vanessa nuevamente.                                                          |                                                                  |                           |                      |
| 63 | «Yamelí es trasladada a prisión»                                 | 20 de noviembre de 2019   | 2.7                  |
| Yamelí vuelve a pisar una vez más la cárcel. Juanjo le entrega a Contreras un documento que revela la verdadera identidad de Lari. Wendy le confiesa a Juanjo que está embarazada, pero él no acepta volver con ella. Charly visita a Yamelí en la cárcel para confrontarla por la muerte de Diana. Bad Hombre llega a Luxor.                                                                    |                                                                  |                           |                      |
| 64 | «No te voy a dejar caer»                                         | 21 de noviembre de 2019   | 2.6                  |
| Yamelí no quiere estar con Juanjo cuando se entera de que Wendy está embarazada. Jack regresa para ayudar a demostrar la inocencia de Yamelí. Erick está celoso de ver a Irma y Charly besándose, ella se siente controlada por Erick y rompe con él. |                                                                  |                           |                      |
| 65 | «¡Yamelí es inocente!»                                           | 22 de noviembre de 2019   | 2.5                  |
| Juanjo le reclama a Wendy por planear embarazarse sin avisarle. La policía exonera a Yamelí y Charly le pide a Toño que acelere el ataque contra ella en la cárcel. Vanessa confronta a Yamelí, quien es declarada inocente de matar a Diana y le pregunta a Charly sobre el ataque a Diana. Juanjo y Zaria comienzan una campaña para liberar a Yamelí.                                         |                                                                  |                           |                      |
| 66 | «¡Yamelí es herida en prisión!»                                  | 25 de noviembre de 2019   | 2.7                  |
| La vida de Yamelí está en riesgo después de haber sido apuñalada en la cárcel. Vanessa comienza a investigar si hay alguna conexión entre Charly y Toño. Charly le pide a Carolina que ayude a Mora a no confesar su participación en el lavado de dinero. |                                                                  |                           |                      |
| 67 | «Mujer poderosa y guerrera»                                      | 26 de noviembre de 2019   | 3.0                  |
| Irma, cansada del maltrato de su padre, sale de casa y busca a Erick para disculparse. Axel se decepciona al escuchar cómo Charly modificó su canción. Yamelí decide revelar su verdadera identidad a Charly. |                                                                  |                           |                      |
| 68 | «Es hora de que sepas quién está detrás de todas tus desgracias» | 27 de noviembre de 2019   | 2.6                  |
| Charly finalmente descubre la verdadera identidad de Lari. Toño pone un ultimátum a Charly para darle el dinero que necesita para salir del país. La cena de Vanessa termina mal cuando Charly desprecia a Sergio por ayudar a Lari. |                                                                  |                           |                      |
| 69 | «¡Yo soy tu mamá!»                                               | 28 de noviembre de 2019   | 2.8                  |
| Contreras organiza una operación para capturar a Toño, pero se complica y terminan matándolo. Yamelí le confiesa a Erick su pasado y le revela que ella es su madre. Yamelí y Erick deciden decirle a Lidia la verdad sobre su origen. |                                                                  |                           |                      |
| 70 | «¡Soy tu hijo!»                                                  | 29 de noviembre de 2019   | 2.4                  |
| Erick le confiesa a Charly que es su hijo, pero prefiere no preocuparse. Charly hace una conferencia de prensa para hacer creer que Toño lo extorsionó. |                                                                  |                           |                      |
| 71 | «Esas canciones son mías»                                        | 2 de diciembre de 2019    | 2.3                  |
| Zaria y Yamelí publican un video donde cuenta que Charly le plagio sus canciones, y todo lo que sucedió en el pasado. Yamelí y Jack entran a trabajar con Juanjo, lo que desata los celos de Wendy. - Estrellas invitadas especiales: Kapla y Miky como ellos mismos. |                                                                  |                           |                      |
| 72 | «Baila conmigo si tienes el flow»                                | 3 de diciembre de 2019    | 2.5                  |
| Axel no puede soportar más las humillaciones de Charly y lo golpea. Irma y Charly graban el videoclip. El padre de Irma conduce borracho y atropella a Wendy. Jack le pide a Yamelí una nueva oportunidad. |                                                                  |                           |                      |
| 73 | «El príncipe azul no existe»                                     | 4 de diciembre de 2019    | 2.9                  |
| Juanjo informa a Yamelí que se quedará cuidando a Wendy; Yamelí se decepciona. Axel se une a Surround y Juanjo reta a Charly a un duelo. |                                                                  |                           |                      |
| 74 | «Vengo arriesgando con todos los males»                          | 5 de diciembre de 2019    | 2.5                  |
| Yamelí visita a Mora en la cárcel. La batalla entre Luxor y Surround comienza y Charly le hará pagar a Marlene por sus chantajes. |                                                                  |                           |                      |
| 75 | «¡Que se sienta el flow!»                                        | 6 de diciembre de 2019    | 2.4                  |
| Cris Vega y El Pezkoi se enfrentan en un duelo musical. Irma desmiente los rumores de un relación con Charly y este asegura que Erick es quien es gracias a él. |                                                                  |                           |                      |
| 76 | «Te voy a destruir»                                              | 9 de diciembre de 2019    | 2.4                  |
| Charly le asegura a Yamelí que pagará caro por meterse con él. Mora confiesa la verdad y el duelo entre Luxor y Surround se lleva a cabo. |                                                                  |                           |                      |
| 77 | «A ver cuánto te dura tu teatrito, Charly Flow»                  | 10 de diciembre de 2019   | 2.2                  |
| Erick le exige a Charly que respete a su mamá y lo tacha de hipócrita. Charly le pide a su abogada mandar callar a Yamelí. |                                                                  |                           |                      |
| 78 | «Vieja Resentida»                                                | 11 de diciembre de 2019   | 2.3                  |
| El club de fanes de Charly amenaza a Yamelí. Vanessa le pide a Erick creer en Charly y Juanjo se le declara a Yamelí. |                                                                  |                           |                      |
| 79 | «¿Tanto miedo tienes?»                                           | 12 de diciembre de 2019   | 2.1                  |
| Charly le exige a Yamelí que se aleje de Vanessa y pelean, pero Juanjo sale en su defensa. Vanessa empieza a tener dudas de la inocencia de su padre. |                                                                  |                           |                      |
| 80 | «¡Yamelí y Juanjo hacen el amor!»                                | 13 de diciembre de 2019   | 2.2                  |
| Yamelí le dice a Jack que lo suyo no puede ser y se entrega a Juanjo. Wendy ha decidido irse a Chicago. Vanessa entrega la pistola de Charly a la policía. |                                                                  |                           |                      |
| 81 | «Callejón sin salida»                                            | 16 de diciembre de 2019   | 2.1                  |
| En el esperado concierto, Erick reta a su papá a un duelo de improvisación. La policía ya tiene pruebas contras Charly para arrestarlo, pero éste secuestra a Yamelí. |                                                                  |                           |                      |
| 82 | «Te libero ahora y para siempre Charly Flow»                     | 17 de diciembre de 2019   | 2.5                  |
| Yamelí y Charly se enfrentan en su última pelea, pero la policía los tiene rodeados. Dos años después, todos encuentran el camino anhelado. - Estrellas invitadas especiales: Carlos Vives como el mismo. |                                                                  |                           |                      |

## Audiencia
Audiencia en Estados Unidos
| Temporada | Horario (CT) | Episodios | Primera emisión | Primera emisión      | Última emisión | Última emisión       | Prom. de espectadores (millones) |
| Temporada | Horario (CT) | Episodios | Fecha           | Audiencia (millones) | Fecha          | Audiencia (millones) | Prom. de espectadores (millones) |
| --------- | ------------ | --------- | --------------- | -------------------- | -------------- | -------------------- | -------------------------------- |

Audiencia en México
| Temporada | Horario (CT)                     | Episodios | Primera emisión      | Primera emisión      | Última emisión          | Última emisión       | Prom. de espectadores (millones) |
| Temporada | Horario (CT)                     | Episodios | Fecha                | Audiencia (millones) | Fecha                   | Audiencia (millones) | Prom. de espectadores (millones) |
| --------- | -------------------------------- | --------- | -------------------- | -------------------- | ----------------------- | -------------------- | -------------------------------- |
| 1         | lunes a viernes 18:30 - 19:30 h. | 82        | 26 de agosto de 2019 | 2.3                  | 17 de diciembre de 2019 | 2.5                  | —                                |

## Premios y nominaciones

### Premios TVyNovelas 2020
| Categoría                  | Nominados                  | Resultados |
| -------------------------- | -------------------------- | ---------- |
| Mejor actriz de telenovela | Michelle Renaud            | Nominada   |
| Mejor actor de telenovela  | Lambda García              | Nominado   |
| Mejor villana              | Gloria Stálina             | Nominada   |
| Mejor actor coestelar      | Polo Morín                 | Nominado   |
| Mejor tema musical         | «Depredador» (Gelo Arango) | Nominada   |
| Los favoritos del público  |                            |            |
| El villano más guapo       | Lambda García              | Nominado   |
| El más guapo               | Lambda García              | Nominado   |
| El más guapo               | Polo Morín                 | Nominado   |
| La más guapa               | Michelle Renaud            | Nominada   |
| La sonrisa más bella       | Lambda García              | Nominado   |
| La sonrisa más bella       | Polo Morín                 | Nominado   |
| La sonrisa más bella       | Michelle Renaud            | Nominada   |
| El mejor final             | Harold Sánchez             | Nominado   |
| Mejor reparto              | Harold Sánchez             | Nominado   |